# Río Gandarilla
El Gandarilla es un río de la vertiente cantábrica de la península ibérica, que discurre completamente dentro del municipio de San Vicente de la Barquera, en Cantabria (España). Nace en la vertiente septentrional de la Peña el Escajal a 400 m s. n. m. y desemboca en el mar Cantábrico, donde forma la marisma de Pombo que, junto a la de Rubín, conforma la ría de San Vicente.
Su recorrido forma un pequeño valle en torno a las localidades de Gandarilla y El Hortigal que se extienden hasta llegar al mar formando el brazo mayor de la ría de San Vicente. El tramo final del río se encuentra protegido dentro del Parque natural de Oyambre que abarca las rías de San Vicente y La Rabia. La cuenca tiene una superficie total de 23,8 km².